# Angiopteris acutidentata
Angiopteris acutidentata är en kärlväxtart som beskrevs av Ren Chang Ching och Wang. Angiopteris acutidentata ingår i släktet Angiopteris och familjen Marattiaceae. Inga underarter finns listade i Catalogue of Life.